# Технічний автор
Техні́чний а́втор або техні́чний письме́нник (англ. technical writer, technical author) — рід занять, професія.
Технічний автор документує деякий об'єкт або процес. Його завдання полягає в тому, щоб написати текст — технічну документацію — який був би корисний для цільової аудиторії, чіткий, читний і доступний.
Технічні автори працюють у різних галузях:
- при розробці апаратного і програмного забезпечення
- при розробці побутової електротехніки і електроніки
- у хімії, аерокосмічній індустрії, робототехніці, біотехнологіях, і т.д.

Технічний письменник в ІТ — це спеціаліст, який створює технічну документацію (посібники з експлуатації для користувачів, технічні завдання для розробників тощо) до різноманітних програм та автоматизованих систем.
Це фахівець, який займається складанням інженерної документації до ІТ-продуктів. Серед зон відповідальності такого співробітника – підготовка технічних завдань для команди розробників, мануалів (посібників) для користувачів, інструкцій для техпідтримки та багато іншого. Ця професія потрібна там, де виникає потреба в розробці різних видів документації, в тому числі і в IT-аутсорсингу.